# Kenta Suzuki
Kenta Suzuki (鈴木 健太 Suzuki Kenta?, nacido el 16 de septiembre de 1985 en Kanagawa) es un exfutbolista japonés. Jugaba de centrocampista y su último club fue el SC Sagamihara de Japón.

## Trayectoria

### Clubes
| Club           | País  | Año         |
| -------------- | ----- | ----------- |
| Ventforet Kofu | Japón | 2004 - 2007 |
| SC Sagamihara  | Japón | 2008 - 2015 |

## Estadística de carrera

### J. League
| Club           | Año   | J. League | J. League | Copa J. League | Copa J. League | Total | Total |
| Club           | Año   | Part.     | Goles     | Part.          | Goles          | Part. | Goles |
| -------------- | ----- | --------- | --------- | -------------- | -------------- | ----- | ----- |
| Ventforet Kofu | 2004  | 5         | 0         | -              | -              | 5     | 0     |
| Ventforet Kofu | 2005  | 3         | 0         | -              | -              | 3     | 0     |
| Ventforet Kofu | 2006  | 6         | 0         | 3              | 0              | 9     | 0     |
| Ventforet Kofu | 2007  | 15        | 0         | 5              | 0              | 20    | 0     |
| SC Sagamihara  | 2014  | 15        | 0         | -              | -              | 15    | 0     |
| SC Sagamihara  | 2015  | 15        | 0         | -              | -              | 15    | 0     |
| Total          | Total | 59        | 0         | 8              | 0              | 67    | 0     |